# Fanipal
Fanipal (biał. Фаніпаль; ros. Фаниполь, Fanipol) – miasto na Białorusi, w obwodzie mińskim, w rejonie dzierżyńskim. W 2010 roku liczyło ok. 12,7 tys. mieszkańców. 

## Położenie
Miasto położone jest w środkowej części państwa, na środkowo-zachodnich terenach obwodu, około 28 km na południowy zachód od Mińska i około 15 km na północny wschód od Dzierżyńska.

## Historia
Pierwsze wzmianki o miejscowości pochodzą z 1856 roku. W 1984 roku otrzymała ona status osiedla typu miejskiego, a od 1999 roku miasta na prawach rejonu.

## Transport
Miasto położone jest przy drodze R1, biegnącej z Mińska do Dzierżyńska. Około 10 km na południe przebiega droga magistralna M1, będąca częścią trasy europejskiej E30. W mieście znajduje się również stacja kolejowa, położona na linii Moskwa - Mińsk - Brześć.